# Verdal
Verdal ist eine norwegische Kommune in Trøndelag.
Ein Ortsteil von Verdal ist Stiklestad. In der Schlacht von Stiklestad im Jahre 1030, die einen Wendepunkt in der norwegischen Geschichte darstellt, sollen die Kämpfer von Olav dem Heiligen nach der Tradition ein Kreuz auf ihren Schilden gehabt haben. Ein Altarbild in der Kirche von Haltdalen zeigt den Einzug Olavs in Verdal und seinen Fall. Auf diesem Bild sind die Schilde rot mit gelbem Kreuz. Daran erinnert das jetzige Wappen der Kommune.

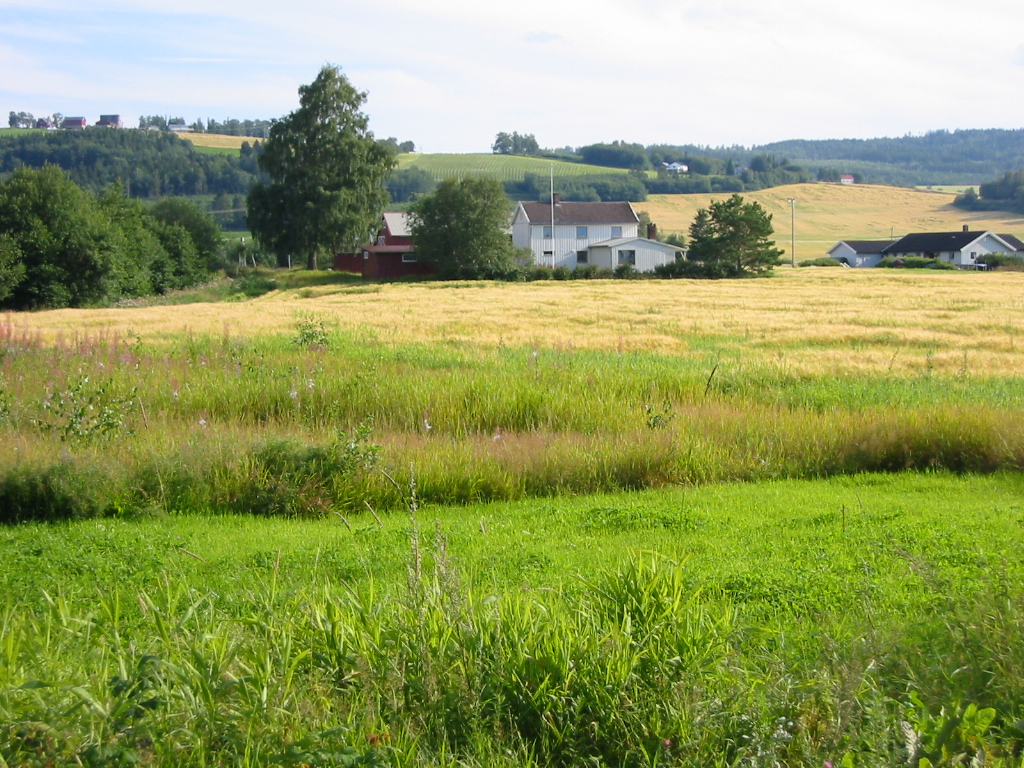
Verdal

In Verdal gibt es ein Museum mit Gebäuden aus dem 17. – 19. Jahrhundert. Dort steht auch ein typisches Haus eines durchschnittlichen Katenbauern. Das älteste Gebäude stammt aus der Zeit um 1650.
In der Nähe von Stiklestad befinden sich zwei größere Grabstätten wohl aus vorchristlicher Zeit. Etwa 1,5 km östlich der Kirche von Heggstad liegen acht große Grabhügel. Der größte hat einen Durchmesser von 46 m und ist etwa 8 m hoch. In Heggstad wurden bisher keine Ausgrabungen vorgenommen, daher ist die Anlage zeitlich schwer einzuordnen. Wahrscheinlich stammen die Grabhügel aber aus dem ersten Jahrtausend.
Am 19. Mai 1893 fand in Verdal die größte Naturkatastrophe Norwegens in der Neuzeit statt. Nach einem ungewöhnlich niederschlagsreichen Winter rasten 55 Millionen Kubikmeter Schlamm zu Tal und begruben das ganze Verdal unter sich. 1/3 des Ortes verschwand, 105 Höfe, tausende Stück Vieh und 116 Menschen. Die Schlammlawine war 8–10 m hoch und raste mit 60 km/h zu Tal. Dabei wurde bei Stiklestad ein 40–50 m hoher Uferwall aufgeschwemmt. Dazwischen war von den vielen früheren Gebäuden und Höfen keine Spur mehr zu finden. Weiter unterhalb bei Verdalsøra waren die zerstörten Häuser noch zu sehen.
1930 wurde dort eine seit längerem geplante katholische Kapelle gebaut und mit frommen Stiftungen ausgestattet. In Stiklestad befindet sich auch eine Steinkirche, deren ältesten Bauteile aus dem 12. Jahrhundert stammen und die anglo-normannische Stilelemente aufweisen. Sie wurde dann romanisch und gotisch weitergebaut. Die Kirche wurde 1930 zur 900-Jahr-Feier das letzte Mal umfassend restauriert.
An dem vermutlichen Platz der Schlacht steht eine Stele aus Bornholmer Sandstein mit einer Gedenktafel aus Marmor.
Zur Zeit des Nationalsozialismus wurde von der Partei „Nasjonal Samling“ eine monumentale Gedenkstätte geplant und ausgeführt und zum St.-Olavs-Tag 1944 eingeweiht. Dabei hielt der Führer Vidkun Quisling eine Rede für wichtige Parteifunktionäre. 1945 wurde die Anlage von den Bewohnern zerstört und die vorher dort errichtete Stele wieder aufgerichtet.
Verdal gehörte früher zum Thingverband des Frostathings.
Das eisenzeitliche Gräberfeld von Verdal liegt, verteilt über drei Bauernhöfe, in Verdal.

## Söhne und Töchter der Kommune
- Birger Haug (1908–1981), Hochspringer
- Gunnar Dahlen (1918–2004), Fußballspieler
- Pål Benum (1935–2021), Langstreckenläufer